# John Bowlby
Edward John Mostyn Bowlby (n. 26 februarie 1907, Londra, Regatul Unit al Marii Britanii și Irlandei – d. 2 septembrie 1990, Isle of Skye, Scoția, Regatul Unit) a fost un medic pediatru, psihiatru și psihanalist britanic, renumit pentru cercetările sale în domeniul dezvoltării psihologice a copilului și pentru formularea teoriei atașamentului.

## Familia și copilăria
John Bowlby s-a născut, sub numele de Edward John Mostyn Bowlby, în anul 1907, la Londra, într-o familie înstărită din clasa de mijloc. Era al patrulea din cei șase copii ai lui Sir Anthony Alfred Bowlby, baronet, chirurg al curții regale, și ai lui Lady Mary sau May Brigit născută Mostyn, fiica unui cleric anglican cunoscut.
Sir Anthony a rămas orfan la vârsta de cinci ani, când tatăl său, Thomas William Bowlby, a murit în captivitate în China, în timpul unei misiuni ca reporter de război al ziarului „Times” în Războiul Opiului.
În mod obișnuit, în copilărie, John își vedea mama doar vreme de un ceas în fiecare zi după ora ceaiului, ea considerând așa cum credeau multe mame din clasa ei socială, că un exces de atenție și afecțiune părintească poate să ducă la răsfăț și să dăuneze bunei creșteri a copiilor. Tatăl, ocupat cu munca, lipsea de acasă cea mai mare parte din timp, și putea să petreacă împreună cu familia numai zilele de duminică. Până la vârsta de patru ani copilul a fost crescut de o doică, a cărei plecare din casa părintească a fost trăită de el ca o mare pierdere.
La șapte ani el a fost trimis într-un internat de băieți. Ulterior, în cartea sa, „Separare: anxietate și mânie”, a relatat cât de greu a resimțit perioada internatului. Odată a mărturisit că nu ar fi trimis într-un astfel de loc nici măcar un câine.  
Cu toate acestea, și-a exprimat părerea că la o vârstă ceva mai mare și în unele cazuri unde copilul a suferit de probleme de adaptare și atmosfera de acasă nu era propice, șederea într un internat, departe de dificultățile care îl copleșiseră, ar putea deveni utilă. Internatul avea, în opinia sa, avantajul de a permite copilului să mențină legăturile, atât de însemnate, cu familia, chiar dacă într o măsură atenuată, iar deoarece trimiterea într-o asemenea instituție reprezenta ceva curent în societatea apuseană din vremea aceea, copilul nu se simțea prin aceasta diferit de alți copii.  
Mai mult decât atât, ușurând misiunea părinților într-o porțiune din an, permitea acestora sa dezvolte atitudini mai favorabile față de copii în restul timpului.

## Studiile și cariera medicală
Din internat tânărul Bowlby s-a transferat, în cele din urmă, la colegiul militar naval din Dartmouth, dar la 17 ani a hotărât ca vocația de ofițer de marină nu i se potrivește și i-a scris mamei ca ar dori o profesie care "să amelioreze întreaga comunitate".
Bowlby a studiat psihologia și știintele preclinice la Trinity College din Cambridge, unde a câștigat mai multe premii pentru performanțe intelectuale excepționale.
Mai târziu a lucrat ca profesor voluntar, în două școli-internat. Una dintre ele, destinată unor copii maladaptați și delincvenți la Norfolk avea o orientare psihanalitică.  În cursul acestei munci pedagogice Bowlby a devenit tot mai interesat de dilemele dezvoltării emoționale a omului și de psihanaliză. Unul din cadrele didactice cu vechime pe nume Alfred Alford, a avut o influență marcantă asupra modului de a aborda munca cu copiii  și l-a convins să facă studii de medicină. În adevăr,la vârsta de 22 ani Bowlby a început să studieze medicina ,la University College University din Londra. 
Încă din timpul anilor de medicină s-a înscris și la Institutul de psihanaliză, unde i-a avut ca mentori pe Joan Riviere și pe Melanie Klein.
După ce la 26 ani a obținut doctoratul în medicină, Bowlby  a început specializarea în psihiatrie generală la Spitalul Maudsley, apoi din anul 1936 s-a perfectionat in psihiatrie pediatrica la Clinica de profil din Londra, London Child Guidance Clinic. La 30 ani, în 1937, a primit certificarea de psihanalist.
În anii celui de-al Doilea Război Mondial a servit în Corpul Medical al Armatei britanice, ajungând la gradul de locotenent-colonel. După război a devenit director adjunct al clinicii psihiatrice Tavistock,. fiind responsabil cu sectorul de psihiatrie infantilă. Din anul 1950 a fost consilier al Organizației Mondiale a Sănătății.

## Cariera de cercetător și terapeut
În continuarea activității sale din trecut cu copii cu tulburări de comportament și de adaptare, Bowlby s-a consacrat studiului dezvoltării psihologice a copiilor, in paralel cu munca sa terapeutica la policlinica universitară de psihiatrie infantilă din Londra (Child Guidance Clin ic) și apoi la conducerea departamentului de psihiatrie infantilă de la Spitalul Tavistock.
Potrivit cu conceptia care il calauzea, a schimbat denumirea sectiei de copii în „Secția pentru copii și părinți”.
Acest interes i-a fost crescut în cursul vitregiilor războiului, care au dus în repetate rânduri la separări în masă ale unor copii de familiile lor, ca de pildă miile de copii 
evrei refugiați care au fost trimiți din Germania hitleristă în Anglia în așa numitele Kindertransport, de asemenea copiii evacuați din Londra în timpul bombardamentelor aeriene germane, copiii aflați în căminele organizate pentru a permite mamelor lor să participe la efortul de război. 
Bowlby a fost interesat în mod deosebit de problemele legate de separarea copiilor și de activitatea terapeutică depusă în timpul războiului de către Anna Freud și Dorothy Burlingham în rândurile copiilor refugiați, și de cea a lui René Spitz în rândurile orfanilor.
Până la sfârșitul anilor 1950 el însuși a acumulat un corp de date observaționale și teoretice care indicau însemnătatea fundamentală a dezvoltării atașamentului sugarilor și copiilor față de părinți sau persoanele în grija cărora se aflau.
Bowlby a cercetat legătura dintre tiparele interacțiilor de familie și dezvoltarea psihologică normală și patologică a copiilor. El s-a concentrat în mod deosebit asupra transmiterii dificultăților de la o generație la alta.
Enunțând teoria sa a atașamentului, el a definit comportamentul de atașament ca o strategie înnăscută evolutivă ce a apărut la origine în scopul apărării noului născut din fața unor primejdii precum animalele de pradă. 
Colega lui Bowlby, Mary Ainsworth, a extins și testat aceste idei și a jucat un rol important în descrierea diverselor pattern-uri de atașamemt.
John Bowlby s-a căsătorit la 16 aprilie 1938 cu Ursula Longstaff, și ea fiică de chirurg. Perechea a avut ulterior patru copii, inclusiv Sir Richard Bowlby, care a succedat unchiului său ca al treilea Baronet.
Bowlby a murit in 1990, la vârsta de 83 ani, în reședința lui de vară din insula Skye din Scoția.